# Oficina Nacional de Administración Oceánica y Atmosférica
La Oficina Nacional de Administración Oceánica y Atmosférica, también conocida como NOAA (por sus siglas en inglés, National Oceanic and Atmospheric Administration), es una agencia científica del Departamento de Comercio de los Estados Unidos cuyas actividades se centran en monitorear las condiciones de los océanos y la atmósfera. La NOAA emite advertencias sobre condiciones meteorológicas peligrosas, prepara cartas de mares y de cielos, guía sobre el uso y la protección de los recursos oceánicos y costeros, y conduce estudios para mejorar el entendimiento y la administración del ambiente. Además de su personal civil, La NOAA investiga y trabaja con 300 empleados uniformados, el Cuerpo NOAA. El administrador de NOAA es el Subsecretario de Comercio para los Océanos y la Atmósfera, en el Departamento de Comercio de EE. UU., que en 2007 era el vicealmirante retirado Conrad C. Lautenbacher.

## Visión, misión, metas

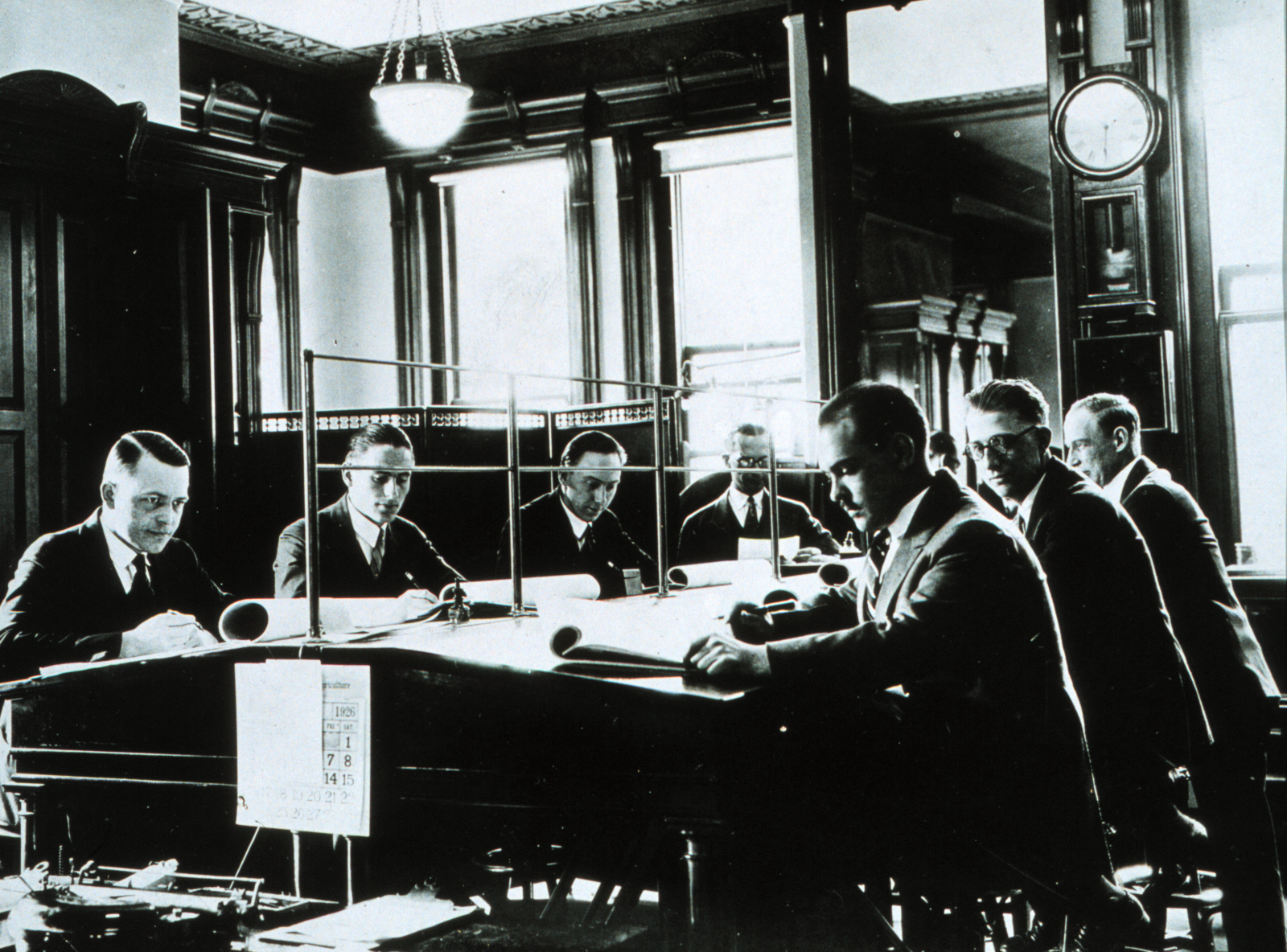
Meteorólogos del Servicio Nacional de Meteorología que preparan un pronóstico, a principios del.

La "visión estratégica" de la NOAA es la de "una sociedad informada que aprovecha un entendimiento cabal del rol de los océanos, las costas y la atmósfera en el ecosistema mundial para tomar las mejores decisiones sociales y económicas."
La misión de la agencia consiste en "entender y predecir los cambios en el ambiente de la Tierra, conservar y manejar los recursos costeros y marinos para completar las necesidades de la nación en lo económico, social y ambiental."
Además de su visión y misión, la NOAA tiene cuatro metas que guían su suite de operaciones. Cada meta corresponde a las actividades enfocadas en ecosistemas, clima, tiempo, agua, comercio y transporte. Específicamente, la NOAA opera para:
- Asegurar el uso sustentable de los recursos y el equilibrio en el uso competitivo de los ecosistemas costeros y marinos, reconociendo tanto sus componentes naturales como humanos.
- Entender los cambios climáticos, incluyendo el cambio climático y el fenómeno oscilatorio de El Niño, para asegurar que se pueda planear y responder apropiadamente.
- Proveer datos y pronósticos del tiempo y los eventos cíclicos del agua, incluyendo tormentas, sequías e inundaciones.
- Proveer información sobre el tiempo, el clima y los ecosistemas para asegurar que el transporte individual y comercial sea seguro y eficiente, sin dañar el medio ambiente.

## Propósitos y función

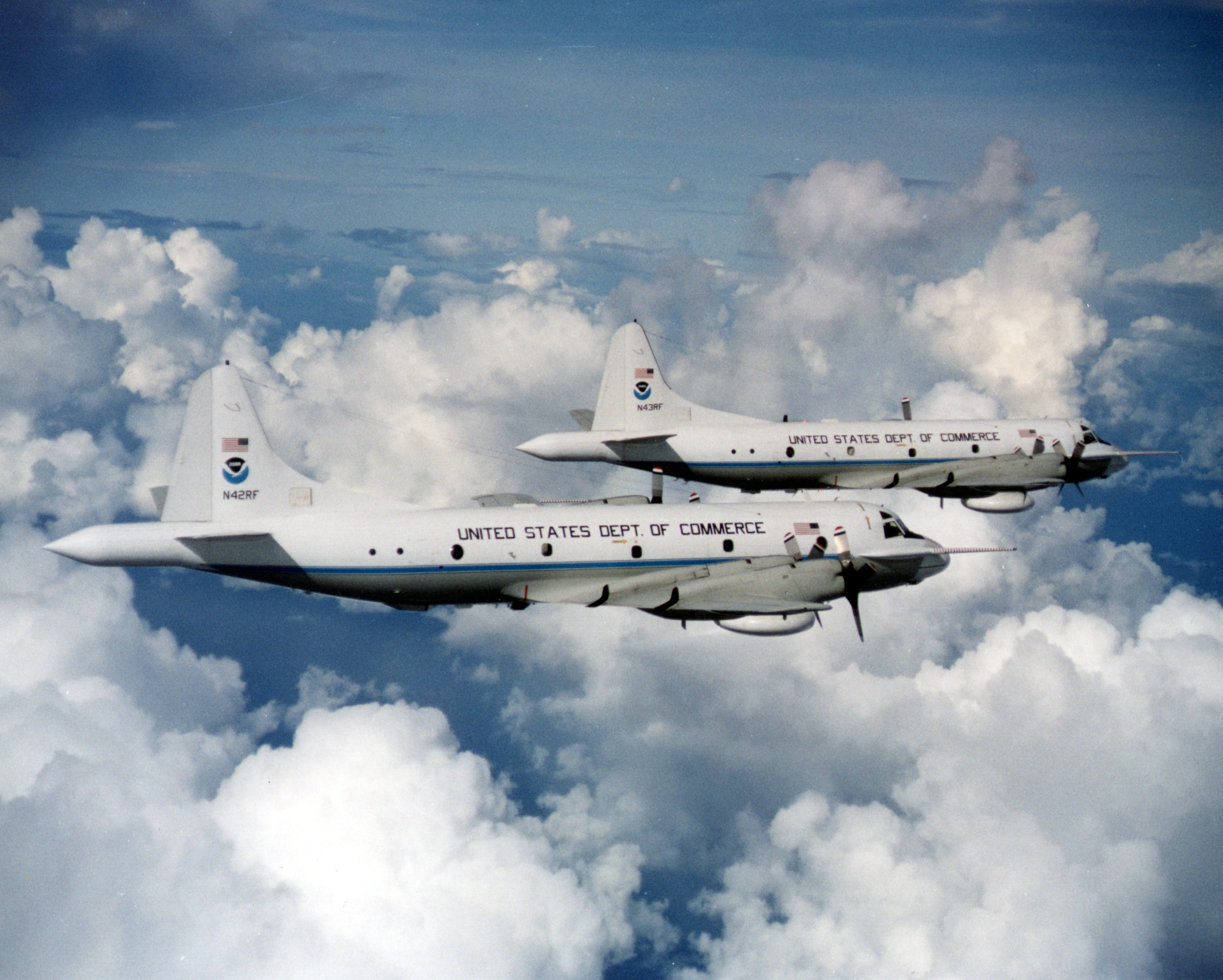
Dos aeronaves cazahuracanes de la NOAA.

La NOAA desempeña varios roles específicos en la sociedad, cuyos beneficios se extienden a la economía estadounidense y dentro de la comunidad global más amplia:
- Suministrar productos de información ambiental. NOAA suministra a sus clientes y socios información relativa al estado de los océanos y la atmósfera. Esto se manifiesta claramente en la producción de alertas (warnings) y "pronósticos" a través del Servicio Meteorológico Nacional (del inglésNational Weather Service, NWS), pero la información de NOAA abarca el clima, los ecosistemas y el comercio.

- Proveer servicios de administración ambiental. NOAA es también el administrador de los servicios ambientales costeros y marinos de Estados Unidos. En coordinación con las autoridades federales, estatales, locales, tribales e internacionales, NOAA maneja el uso de esos ambientes, regulando la pesca y los santuarios marinos, así como protegiendo especies marinas amenazadas y en riesgo de extinción.

- Líder en investigaciones científicas aplicadas. NOAA es fuente de información científica exacta y objetiva, en los cuatro campos particulares de importancia nacional y global antes identificados: ecosistemas; clima; meteorología e hidrología; comercio y transporte.

NOAA reconoce la importancia de entender los desafíos a los que nos enfrentamos por ser parte del sistema terrestre para poder llegar soluciones adecuadas. La NOAA conduce una serie de actividades completas que comienzan con descubrimientos científicos y redundan en varios servicios y productos ambientales esenciales. Las cinco "actividades fundamentales" son:
- monitorear y observar los sistemas terrestres con instrumentos y formar redes de adquisición de datos;
- entender y describir esos sistemas con investigación y análisis de los datos;
- valorar y predecir los cambios que se producen en esos sistemas con el tiempo;
- involucrar, avisar e informar al público y a las organizaciones asociadas con información importante;
- manejar los recursos para mejorar la sociedad, la economía y el medio ambiente.

## Historia y estructura organizativa

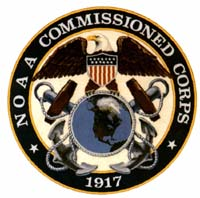
Sello del cuerpo comisionado de la NOAA.

La NOAA se formó el 3 de octubre de 1970, luego que el Pte. Richard Nixon propusiera crear un nuevo servicio departamental sobre una necesidad nacional "... para la mejor protección de la vida y las propiedades de los riesgos naturales...para un mejor entendimiento del ambiente total...[y] para explorar y desarrollar liderazgo del uso inteligente de los recursos marinos..." NOAA se formó con un conglomerado de tres agencias preexistentes, de las más antiguas del gobierno federal. Fueron:
- Servicio de Costas y Geodesia, de 1807
- Servicio Nacional del Tiempo, de 1870
- Bureau de Pesca Comercial, de 1871.

La NOAA se estableció dentro del Departamento de Comercio vía el Plan de Reorganización N.º 4, de 1970.
NOAA trabaja en su misión a través de sus seis mayores organizaciones, en adición a varias Unidades de Programa especiales:
1. Servicio Meteorológico Nacional (National Weather Service, NWS)[1]
2. Servicio Nacional Oceánico (National Oceanic Service, NOS)[2]
3. Servicio Nacional de Pesca Marina (National Marine Fisheries Service, NMFS)[3]
4. Servicio Nacional de Datos e Información de Satélites Ambientales (National Environmental Satellite Data and Information Service, NESDIS)[4]
5. Oficina de Investigación Oceánica y Atmosférica (Office of Oceanic and Atmospheric Research, OAR)
6. Programa de Planificación e Integración de Programas (Office of Program Planning and Integration)

Además, la investigación y las actividades operacionales de la NOAA, son resorte de los servicios uniformados, el Cuerpo de la NOAA. Son un cuerpo de oficiales comisionados de hombres y mujeres que operan naves y aeronaves de la NOAA, y sirven en tareas científicas y administrativas.

### Servicio Nacional de Meteorología (National Weather Service, NWS)

Sello del Servicio Nacional de Meteorología.

El Servicio Nacional de Meteorología (National Weather Service, NWS) está a cargo de preparar "pronósticos climáticos, meteorológicos e hidrológicos, así como alertas para EE. UU., sus territorios y las áreas oceánicas adyacentes, con el fin de proteger la vida y la propiedad y mejorar la economía nacional." Esto se logra a través de una serie de centros nacionales y regionales y más de 120 oficinas locales de pronósticos meteorológicos (Weather Forecast Office, WFO). Estas oficinas están a cargo de emitir los pronósticos, boletines de aviso (advisories), vigilancias (watches) y alertas (warnings) con una base diaria. Todos los años, estas oficinas emiten más de 734.000 pronósticos meteorológicos, 850.000 pronósticos fluviales y 45.000 alertas de tiempo severo. Los datos de NOAA también son relevantes para los temas del calentamiento global y el agujero de ozono.
El NWS opera la red nacional de radar Doppler NEXRAD, que son capaces de detectar precipitación y su velocidad. Muchos de los productos del NWS se trasmiten por Radio NOAA, una red de emisoras de radio que difunde pronósticos meteorológicos, boletines de tiempo severo, vigilancias (watches) y alertas (warnings) las 24 horas del día.

### Servicio Nacional Oceánico (NOS) y Servicio Nacional Geodésico (NGS)
El Servicio Nacional Oceánico (NOS) se formó del viejo Servicio Costero y Geodésico, creándose una nueva división llamada "Servicio Nacional Geodésico (NGS). El NOS protege 12 Santuarios Nacionales Marinos, y se avoca a la administración costera y oceánica. También produce cartas náuticas electrónicas que combinan con GPS para mejorar la seguridad y eficiencia de la navegación de las vías navegables de EE. UU. El NGS especifica latitud, longitud, altura, escala, gravedad, y orientación a través de EE. UU. La seguridad de la aviación, en particular la orientación de las rutas aéreas, depende de este sistema. Un ejemplo del trabajo de la NGS fue la toma de mediciones del Monumento a Washington. Cuando fue cubierto con andamiaje para renovaciones en 1999, la NGS supervisó y confirmó el peso y estabilidad de la estructura.
El Servicio Nacional Oceánico se compone de ocho oficinas de programa y dos oficinas de personal:
Oficinas de Programa
- Oficina de Inspección de Costas (OCS)
- Oficina de la Inspección Nacional Geodésica (NGS)
- Centro de Servicios y Productos Operacionales Oceanográficos (CO-OPS)
- Programa Nacional Marino de Santuarios (NMSP)
- Oficina de Respuesta y Restauración (OR&R) OR & R
- NOAA Centro de Servicios Costeros (CSC)
- Oficina de Manejo de recursos Oceánicos y Costeros (OCRM)
- Centros Nacionales de Ciencias Costeras y Oceánicas (NCCOS)

Oficinas del Staff
- Oficinas del personal para Programas Internacionales (IPO)
- Oficina de Manejo y Presupuesto (M&B)

### Servicio Nacional de Satélites Ambientales, Datos, e Información (NESDIS)

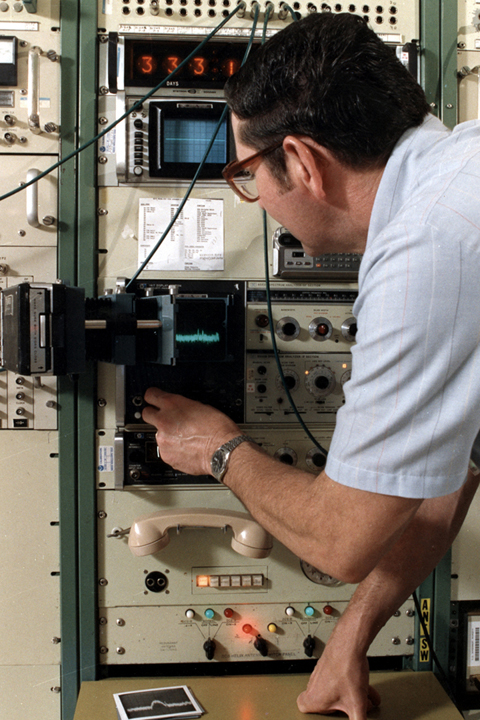
Ingeniero de NOAA en su trabajo.

El Servicio Nacional de Información, datos e satélites Ambientales (NESDIS) fue creado por la NOAA para operar y manejar los programas ambientales satelitales, y manejar los datos de la NWS y otras agencias y departamentos gubernamentales. Los datos de la NWS, U.S. Navy, U.S. Air Force, Federal Aviation Administration, y servicios meteorológicos del mundo, se llevan al Centro Nacional de Datos de Clima en Asheville, Carolina del Norte. NESDIS opera el Centro Nacional de Datos Geofísicos (NGDC) en Boulder, Colorado, el Centro Nacional de Datos Oceanográficos (NODC) en Silver Spring, Maryland, el Centro Nacional de Datos de Nieve y de Hielo (NSIDC), y el Centro Nacional de Datos Costeros (NCDDC), usados internacionalmente por científicos ambientales.